# ضريح تيمور شاه الدراني
ضريح تيمور شاه دراني في كابول وقد بُني في عام 1815 م. وهو قبر لتيمور شاه دراني، الحاكم الثاني للدولة الدرانية، من عام 1772 إلى عام 1793. في عام 1776 اختار تيمور شاه كابول عاصمة لأفغانستان، والتي كانت تسمى قندهار حتى ذلك الحين. على الرغم من وفاته في عام 1793 في شارباغ، لم يُبنى الضريح إلا بعد سنوات. دُفن تيمور شاه هنا لاحقًا.
تعرض الضريح لأضرار بالغة خلال الحرب الأهلية الأفغانية. رُمم المبنى وحدائقه بالكامل بمساعدة شبكة الآغا خان للتنمية في عام 2012. في 19 تشرين الأول 2012، أعاد حامد كرزاي، الرئيس في ذلك الوقت، افتتاح الضريح.

## طالع أيضًا
- ضريح أحمد شاه دراني

## روابط خارجية
- صورة قديمة للقبر